# Canadian Open 1982
Die Canada Open 1982 im Badminton fanden Anfang November 1982 in Québec statt. Torbjörn Pettersson schaltete im Halbfinale des Herreneinzels den topgesetzten Engländer Ray Stevens aus.

## Finalergebnisse
| Disziplin    | Sieger                            | Finalist                           | Ergebnis          |
| ------------ | --------------------------------- | ---------------------------------- | ----------------- |
| Herreneinzel | Torbjörn Pettersson               | John Goss                          | 15-5, 15-4        |
| Dameneinzel  | Sally Podger                      | Gillian Gilks                      | 8-11, 11-7, 11-6  |
| Herrendoppel | Torbjörn Pettersson Lars Wengberg | Billy Gilliland Dan Travers        | 15-5, 15-13       |
| Damendoppel  | Gillian Gilks Gillian Clark       | Johanne Falardeau Claire Backhouse | 17-14, 15-6       |
| Mixed        | Billy Gilliland Karen Chapman     | Paul Johnson Claire Backhouse      | 10-15, 15-6, 15-8 |